# Robert Ley
Dr. Robert Ley (Niederbreidenbach, 15 februari 1890 – Neurenberg, 25 oktober 1945) was een Duits nazipoliticus.

## Biografie
Ley studeerde scheikunde. In 1924 werd hij lid van de NSDAP (Nationaalsocialistische Duitse Arbeiderspartij). In 1932 werd hij tot Rijksdaglid gekozen. Na de machtsovername van Adolf Hitler werd Ley benoemd tot leider van het Deutsche Arbeitsfront (DAF), de enige nog toegestane vakbond. Als leider van het Arbeidsfront leidde hij een weelderig bestaan. Veel van zijn taken moesten door anderen vervuld worden, omdat hij door zijn alcoholisme vaak verstek liet gaan. Naar Ley's ideeën werden tot 1935 partij-scholen (zogenaamde „Ordensburgen“) voor jonge mannen gebouwd, onder andere Ordensburg Sonthofen en Ordensburg Vogelsang in de Eifel.
Bezeten door fanatisme en alcohol behoorde Ley tot de uiterst radicale vleugel binnen de NSDAP die tot het einde wilde doorvechten. Zo steunde hij eind 1944 de oprichting van de Weerwolven, de Duitse guerrilla's die achter de geallieerde linies zouden moeten doorvechten. Na de capitulatie werd hij gearresteerd en gevangen gezet in Neurenberg. Het was de bedoeling dat hij als oorlogsmisdadiger terecht zou staan tijdens het Proces van Neurenberg, maar voordat dit proces begon, in november 1945, pleegde hij zelfmoord door zich op te hangen in zijn cel.

## Lidmaatschapsnummer
- NSDAP-nr.: 18 441 (lid geworden maart 1925[9])

## Carrière
Ley bekleedde verschillende rangen in zowel de Sturmabteilung als NSDAP. De volgende tabel laat zien dat de bevorderingen niet synchroon liepen.
| Datums           | Deutsche Heer             | NSDAP                                 | Sturmabteilung       | NSFK                   | DAF                           |
| ---------------- | ------------------------- | ------------------------------------- | -------------------- | ---------------------- | ----------------------------- |
| 6 augustus 1914  | Kriegsfreiwilliger        | —                                     | —                    | —                      | —                             |
|                  | Vizefeldwebel der Reserve | —                                     | —                    | —                      | —                             |
| 4 juli 1916      | Leutnant der Reserve      | —                                     | —                    | —                      | —                             |
| Maart 1925       | —                         | Ortsgruppenleiter der NSDAP           | —                    | —                      | —                             |
| Maart 1925       | —                         | Stellvertretender Gauführer der NSDAP | —                    | —                      | —                             |
| 17 juli 1925     | —                         | Gauleiter der NSDAP                   | —                    | —                      | —                             |
| 14 december 1932 | —                         | Amtsleiter der NSDAP                  | —                    | —                      | —                             |
| 2 juni 1933      | —                         | Reichsleiter der NSDAP                | —                    | —                      | —                             |
|                  | —                         | —                                     | —                    | —                      | Ehrenarbeitsführer der DAF    |
| 30 januari 1937  | —                         | —                                     | SA-Obergruppenführer | —                      | —                             |
| 5 maart 1937     | —                         | —                                     | —                    | —                      | Reichswerkscharführer der DAF |
| 4 maart 1939     | —                         | —                                     | —                    | NFSK-Gruppenführer     | —                             |
| 20 april 1940    | —                         | —                                     | —                    | NFSK-Obergruppenführer | —                             |

## Onderscheidingen
Selectie:
- Abzeichen für Beobachtungsoffiziere aus Flugzeugen in 1917[14]
- Gouden Ereteken van de NSDAP in 1933[14]
- Bloedorde op 3 april 1940[14]
- Grootkruis in de Orde met Kruis en Pijlen op 21 oktober 1940[6]
- Grootofficier in de Orde van de Italiaanse Kroon op 14 april 1937[6]
- Grootkruis in de Orde van Sint-Mauritius en Sint-Lazarus[6]

## Afbeeldingen

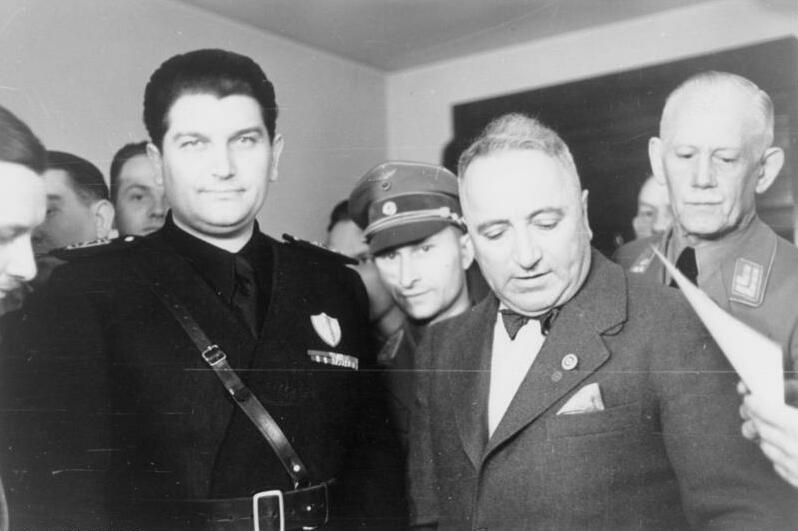
Tullio Cianetti (links) en Robert Ley (rechts), 1936
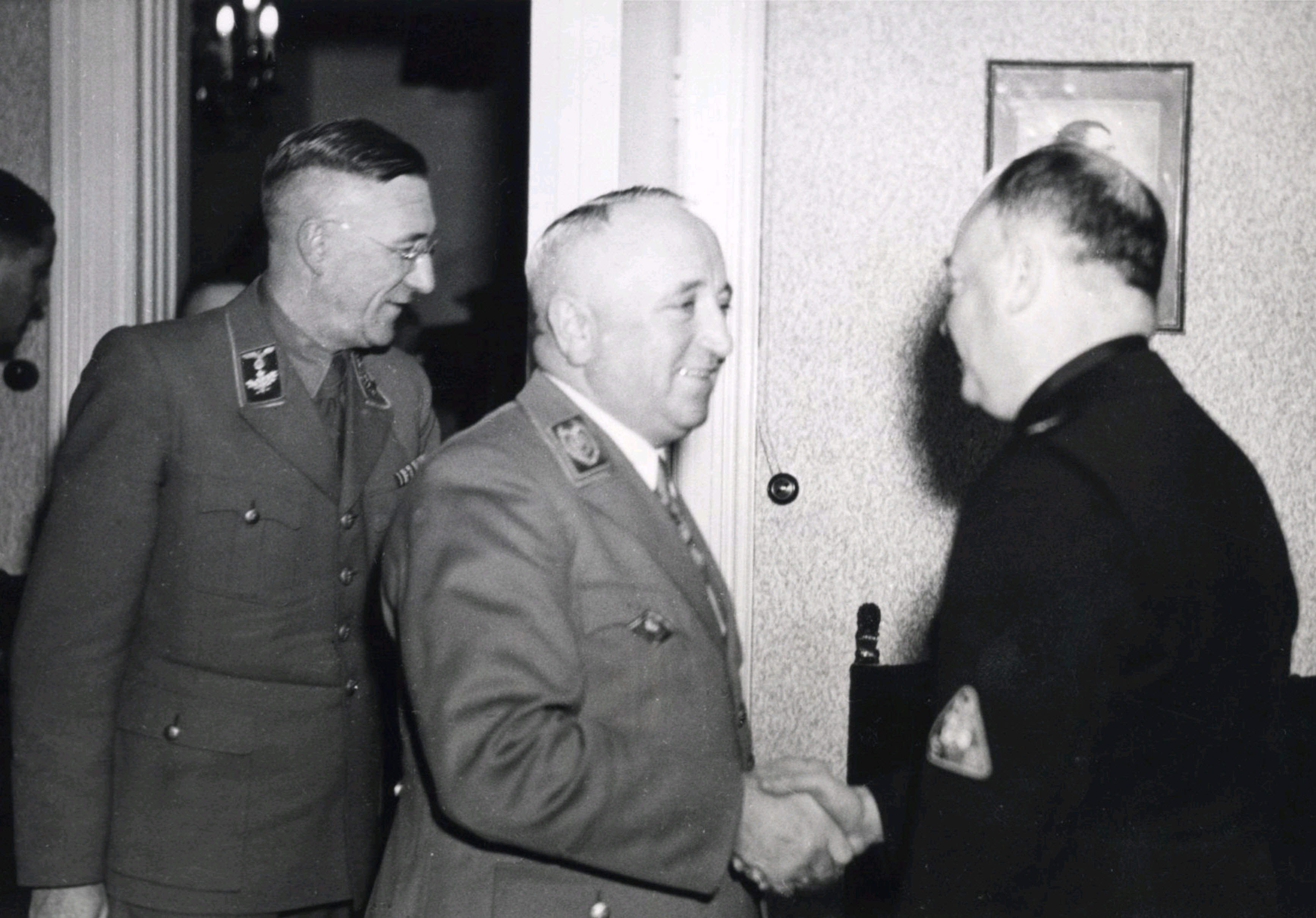
Willi Ritterbusch, Robert Ley & Anton Mussert (Utrecht, 1944)

## Publicaties[15]
- (de)  Soldaten der Arbeit, 1938.
- (de)  Wir alle helfen dem Führer, 1937.
- (de)  Deutschland ist schöner geworden, 1936.
- (de)  Durchbruch zur sozialen Ehr, 1935.

Martin Bormann · Karl Dönitz · Hans Frank · Wilhelm Frick · Hans Fritzsche · Walther Funk · Hermann Göring · Rudolf Hess · Alfred Jodl · Ernst Kaltenbrunner · Wilhelm Keitel · Gustav Krupp von Bohlen und Halbach · Robert Ley · Konstantin von Neurath · Franz von Papen · Erich Raeder · Joachim von Ribbentrop · Alfred Rosenberg · Fritz Sauckel · Hjalmar Schacht · Baldur von Schirach · Arthur Seyss-Inquart · Albert Speer · Julius Streicher
- Bibsys: 90258906
- Bibliothèque nationale de France: cb121910461 (data)
- CiNii: DA06375174
- Gemeinsame Normdatei: 118728016
- International Standard Name Identifier: 0000 0001 0955 7794
- Library of Congress Control Number: n85320861
- Nationale Bibliotheek van Letland: 000315853
- MusicBrainz: d60cb0f7-faf8-4dc9-ac68-e3478e1ea247
- Bibliotheek van het Japanse parlement: 00541488
- Nationale Bibliotheek van Tsjechië: mzk2004246439
- Nationale Bibliotheek van Israël: 987007314072505171
- Nationale Bibliotheek van Polen: a0000002503697
- Nationale en Universitaire bibliotheek Zagreb: 000383281
- Nederlandse Thesaurus van Auteursnamen: 074294318
- Istituto Centrale per il Catalogo Unico: CUBV091375
- LIBRIS: 325212
- SNAC: w6qz2qxj
- Système universitaire de documentation: 030510724
- Virtual International Authority File: 13102299
- WorldCat: E39PBJccbHphhdgMFy8hXVrTHC